# 957 Camelia
957 Camelia este un asteroid din centura principală, descoperit pe 7 septembrie 1921, de Karl Reinmuth.